# Balanophora
Balanophora é um género de plantas parasitas da família Balanophoraceae, encontrado em partes da Ásia tropical e temperada, incluindo a região da Malásia, ilhas do Pacífico, Madagáscar e a África tropical. Existem cerca de 20 espécies aceites, incluindo o recém descoberto B. coralliformis. Muitas espécies emitem um odor que possivelmente atrai os polinizadores da mesma forma que os polinizadores são atraídos para a Raflésia.

## Taxonomia
O género foi descrito pela primeira vez em 1775 por Johann Reinhold Forster e seu filho Georg Forster em Characteres Generum Plantarum. O nome é derivado do grego antigo palavras balanos que significa "bolota" e phoras significando "rolamento".

### Espécies
Em 2017 as seguintes espécies eram aceites:
- Balanophora abbreviata Blume
- Balanophora coralliformis Barcelona, Tandang & Pelser[6]
- Balanophora dioica R.Br. ex Royle
- Balanophora elongata Blume
- Balanophora fargesii (Tiegh.) Harms
- Balanophora fungosa J.R.Forst. & G.Forst. (type species)
- Balanophora harlandii Hook.f.
- Balanophora involucrata Hook.f. & Thomson
- Balanophora japonica Makino
- Balanophora latisepala (Tiegh.) Lecomte
- Balanophora laxiflora Hemsl.
- Balanophora lowii Hook.f.
- Balanophora nipponica Makino
- Balanophora papuana Schltr.
- Balanophora polyandra Griff.
- Balanophora reflexa Becc.
- Balanophora subcupularis P.C.Tam
- Balanophora tobiracola Makino
- Balanophora wilderi Setch.
- Balanophora yakushimensis Hatus. & Masam.

Os seguintes nomes não foram decididos:
- Balanophora capensis Eckl. E Zeyh. ex Eichler
- Balanophora dentata Tiegh.
- Balanophora pierrei Lecomte